# Werner Renkewitz
Werner Emanuel Renkewitz (* 10. November 1911 in Zürich; † 3. August 1978 in Tübingen) war ein deutscher „Orgelmacher“ und Orgelforscher in Ostpreußen und Württemberg.

## Leben
Frühe Jahre in Bartenstein
Der Vater von Werner Emanuel Renkewitz war Pfarrer, seine Mutter starb früh. 1928 ging die Familie nach Bartenstein in Ostpreußen. Dort ging Werner Renkewitz in die Lehre zum Orgelbauer Eduard Wittek in Elbing, dann zu Karl Kemper nach Lübeck. Seit Anfang der 1930er Jahre arbeitete er in dessen Filiale in Bartenstein. Werner Renkewitz widmete sich seit seiner Lehre der Erforschung der Orgelbaugeschichte in Ost- und Westpreußen.
In Rimini
Er wurde Soldat im Zweiten Weltkrieg und kam 1945 in britische Kriegsgefangenschaft nach Rimini in Italien. Dort baute er aus Konservendosen, Blechkanistern, Apfelsinenkisten, Packdraht und anderen Materialien mit sechs Helfern eine Blechorgel mit insgesamt 502 Pfeifen, die viel Bewunderung hervorrief. Nach seiner Entlassung 1947 blieb Renkewitz zunächst in Italien und arbeitete dort als Orgelbauer.
In Württemberg
1952 kam er nach Nehren bei Tübingen, wo er eine Orgelbauwerkstatt errichtete. Er baute und restaurierte Orgeln in der Umgebung. Renkewitz galt als Original. Er baute in jede seiner Orgeln einen Silbermannstern, da sein Namensvetter Georg Renkewitz ein Schüler Gottfried Silbermanns gewesen war. Der Orgelwerner war ein leidenschaftlicher Motorradfahrer und gründete 1958 den Gelben Schal als Vorläufer des Bundesverbandes der Motorradfahrer.
Er war als Orgelsachverständiger gefragt und widmete sich weiter Studien zur Orgelbaugeschichte.

## Publikationen
Werner Renkewitz forschte seit 1928 zur Geschichte des Orgelbaus in Ost- und Westpreußen. 1941 und 1942 wertete er Orgelakten im Staatsarchiv in Königsberg aus. Nach dem Krieg setzte er seine Forschungen fort. Die Aufzeichnungen sind von großer Bedeutung, da er viele Orgeln selber noch kennengelernt hat, die heute verloren sind, ebenso die Unterlagen. Jan Janca setzte nach seinem Tod die Forschungen fort und veröffentlichte sie mit Hermann Fischer in drei Bänden.
- Geschichte der Orgelbaukunst in Ost- und Westpreußen von 1333 bis 1945.
  - Band 1. Mit Jan Janca. Weidlich, Tübingen 1984. ISBN 3-8035-1250-6
  - Band II, Teil 1: Mosengel, Caspari, Casparini. Mit Jan Janca, Hermann Fischer. Pape Verlag, Berlin 2008. ISBN 978-3-921140-80-2.
  - Band II, Teil 2: Von Johann Preuß bis E. Kemper & Sohn, Lübeck, Bartenstein. Mit Jan Janca, Hermann Fischer. Siebenquart, Köln 2015.

Er publizierte einen Roman unter Pseudonym:
- Daniel Brustwerckle: Summarium seyner Erlebnisse als Orgellmacher. Edition Merseburger, Berlin 1964.

Außerdem veröffentlichte er einige Artikel zur Orgelforschung, u. a.
- mit Jan Janca: Andreas Hildebrandt, ein Danziger Orgelbauer des 18. Jahrhunderts. In: Musik des Ostens. Band 9. 1983. S. 123–145.

## Orgeln (Auswahl)
Die meisten Orgelneubauten sind erhalten, verlorene sind kursiv gesetzt.
| Jahr      | Ort                | Gebäude               | Bild | Manuale | Register | Bemerkungen |
| --------- | ------------------ | --------------------- | ---- | ------- | -------- | --- |
| 1945      | Rimini             | Kriegsgefangenenlager |      | I/P     | 12       | „Blechorgel von Rimini“, aus Blechdosen, Kanistern, und ähnlichem Material, 502 Pfeifen, 1947 abgebaut, verschwunden |
| 1953      | Nehren             | Ev. Veitskirche       |      | II/P    | 12       | mit barockem Obergehäuse, 1974 durch Richard Rentsch ausgebessert                                                    |
| 1954      | Belsen             |                       |      |         |          | |
| 1954      | Herrenberg         |                       |      |         |          | |
| 1955      | Attenweiler        | Ev. Kirche            |      |         |          | |
| 1956      | Marburg            |                       |      |         |          | |
| 1957      | Wankheim           | Jakobuskirche         |      |         |          | |
| 1955–1957 | Ofterdingen        | Museum                |      |         |          | ursprünglich als Rückpositiv in Mauritiuskirche, 2010/11 restauriert                                                 |
| 1959      | Linsenhofen        |                       |      |         |          | |
| 1960      | Kirchentellinsfurt | Ev. Martinskirche     |      |         |          | vorherige Barockorgel nach Tiefenfurt                                                                                |
| 1961      | Freudenstein       |                       |      |         |          | |
| 1962/63   | Nehren             | Hausorgel             |      | II/P    | 15       | nur Prospektpfeifen & Intonnation                                                                                    |
| 1963/64   | Gleisweiler        |                       |      |         |          | |
| 1965      | Immenhausen        | St. Georgskirche      |      | II/P    | 13       | Prospekt und Werk |
| 1966      | Stuttgart          |                       |      |         |          | |
| 1967/68   | Wannweil           | Ev. Johanneskirche    |      | II/P    | 25       | größte Orgel von Renkewitz                                                                                           |